# Friedrich Carl Untucht
Friedrich Carl Untucht (* 10. Mai 1870 in Magdeburg; † 2. Februar 1939 in Braunlage) war ein deutscher Unternehmer.

## Leben
Untucht wurde als Sohn des Kaufmanns Carl Untucht geboren. Nach einer kaufmännisch ausgerichteten Ausbildung wurde er Teilhaber in der von seinem Vater 1876 gegründeten Spirituosenfabrik und Spiritusbrennerei Carl Untucht & Co. Magdeburg. Diese befand sich an der Adresse Wasserkunststraße Nr. 98. Nach einem beständigen Ausbau der Produktion übernahm das Unternehmen 1913 die Dschenfzig´schen Melasse Spiritusbrennerei Magdeburg und erreichte so ein regionales Monopol.
In Vorbereitung auf die von Untucht erwartete staatliche Regulierung der Branche durch das Branntweinmonopolgesetz, erschloss er sich frühzeitig neue Geschäftsfelder. Auf einem erworbenen Nachbargrundstück (Wasserkunststraße Nr. 100) errichtete er ab 1906 eine Fabrik zur Herstellung von Steingut. Später erreichte Untucht die Aktienmehrheit an der Annaburger Steingutfabrik, deren Direktor er wurde und in welche er in den Jahren 1919/1920 sein Unternehmen einbrachte. Das von ihm geführte Unternehmen zählte zu den führenden Unternehmen der Steingutbranche und verfügte über eine hohe Exportquote.
Untucht war darüber hinaus Aufsichtsratsvorsitzender der Brauerei Bodenstein AG Magdeburg.
Die Stadt Magdeburg hatte zeitweise ihm zu Ehren eine Straße als Untuchtstraße benannt.